# Mercedes-Dance Live
Mercedes-Dance Live ist das erste Livealbum von Jan Delay und seiner Band Disko No. 1, es erschien 2007 bei Universal.

## Entstehung
Nach Fertigstellung von Mercedes-Dance, seinem zweiten Soloalbum, stand Jan Delay 2006 vor der Frage, ob und wie er damit auf Tour gehen sollte. Die Titel waren zum großen Teil mit Hilfe eines Computers produziert, einige Musiker hatten auf seine Einladung einzelne Spuren eingespielt. Delay entschied sich für den Versuch, aus den beteiligten Musikern eine Live-Band zusammenzustellen, wobei noch einige Umbesetzungen notwendig waren.
Durch den Erfolg der Tour entstand der Wunsch, ein Livealbum aufzunehmen, zumal sich einige Titel zum Teil live auch deutlich von ihrer Studioversion unterscheiden. Im Rahmen der Tour zu Mercedes-Dance wurden die Konzerte in Zürich, Mannheim und Köln mitgeschnitten und anschließend zu einem Album zusammengestellt.

## Auswahl der Titel
Neben den Titeln von Mercedes Dance (mit Ausnahme des Instrumentals „Gasthaus zum lachenden Stalin“) sind mit „Vergiftet“ und „Die Sonne, die scheint“ auch Titel von Delays Debüt-Album Searching for the Jan Soul Rebels zu hören.
Weiterhin enthält Mercedes-Dance Live zwei Coverversionen: Für immer und dich von Rio Reiser und Irgendwie, irgendwo, irgendwann von Nena. Das Mashup „Türlich, Türlich / Word Up“ verbindet zwei Titel von Das Bo und Cameo, der Titel wurde später auch als Single veröffentlicht.
Verzichtet wurde auf die Moderationen und Ansagen zwischen den Titeln.

## Titelliste
1. „Mercedes-Dance Intro“ – 4:22
2. „Klar“ – 5:28
3. „Kartoffeln“ – 4:26
4. „Kirchturmkandidaten“ – 3:41
5. „Vergiftet“ – 4:42
6. „Raveheart“ – 6:13
7. „Plastik“ – 3:12
8. „Türlich, Türlich / Word Up“ (Das Bo/Cameo) – 3:18
9. „Feuer“ – 4:05
10. „Für immer und dich“ (Rio Reiser) – 4:51
11. „Ahn’ ich gar nicht“ – 3:48
12. „Die Sonne, die scheint“ – 2:41
13. „Im Arsch“ (feat. Udo Lindenberg) – 4:29
14. „Irgendwie, Irgendwo, Irgendwann“ (Nena) – 4:22